# Okres Tachov

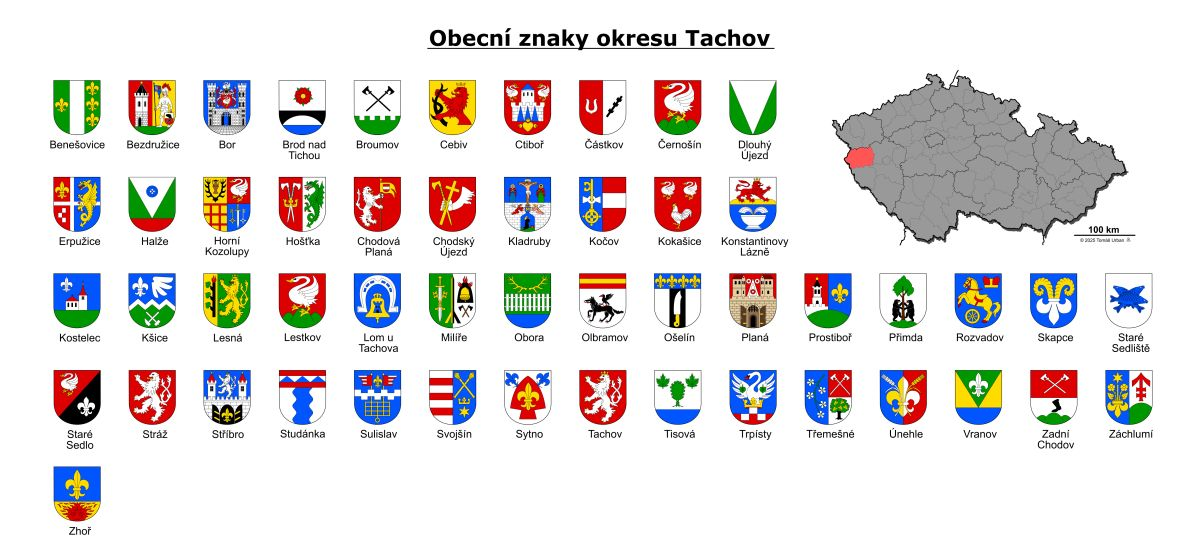
Přehled znaků okresu Tachov

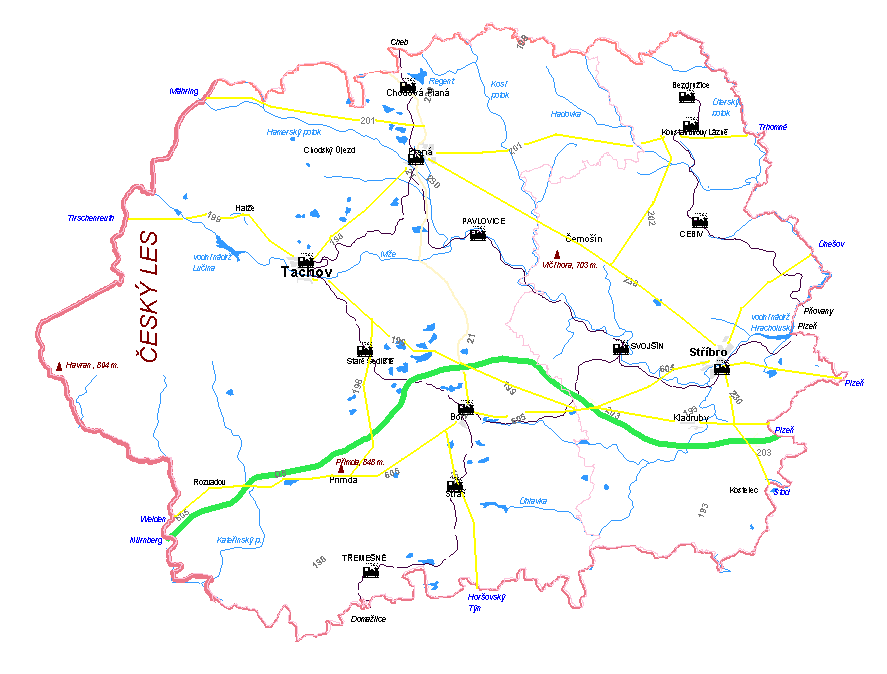
Mapa okresu Tachov

Okres Tachov se nachází v Plzeňském kraji v západních Čechách. Z hlediska polohy je druhým nejzápadnějším okresem České republiky. Okresním městem byl před rokem 2000, tj. před vytvořením krajů jako vyšších samosprávných celků Tachov, který se nachází v severozápadní části regionu.
Rozlohou se okres řadí na druhé místo v Plzeňském kraji, počtem obyvatel mu však mezi okresy náleží až předposlední místo. Je zároveň čtvrtým nejméně lidnatým okresem republiky. Z toho vyplývá velmi nízká hustota zalidnění, která je hluboko pod krajským i republikovým průměrem.
V rámci Plzeňského kraje sousedí s okresy Plzeň-sever na východě (48 km společné hranice), Plzeň-jih na jihovýchodě (5 km hranice) a Domažlice na jihu (58 km hranice). Na severu sousedí s Karlovarským krajem – okresem Cheb (44 km hranice). Celou západní hranici okresu tvoří zároveň státní hranice ČR a Německa v délce cca 51 km. Sousedním německým územím je spolková země Bavorsko, okresy Tirschenreuth a Neustadt an der Waldnaab.

## Územní struktura

### Vývoj územní struktury
Dnešní okres Tachov vznikl na základě správní reformy č. 36/1960 Sb., v červenci 1960. Bylo do něj sloučeno území 105 obcí s rozlohou dosahující téměř 1 400 km².

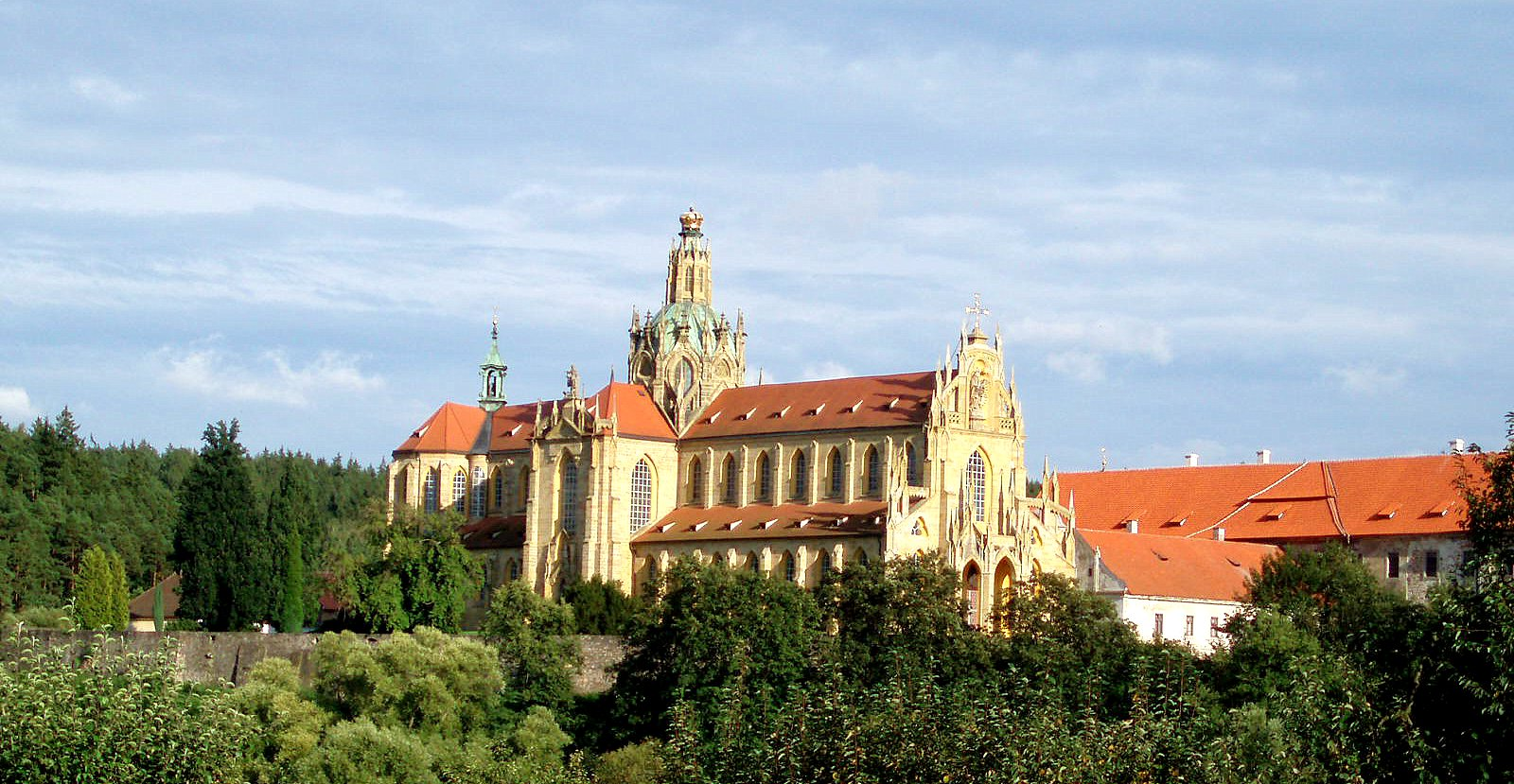
Kladrubský klášter, nacházející se nedaleko stejnojmenného města, je nejnavštěvovanější stavební památkou okresu.

V roce 1961 byla dodatečně připojena obec Sulislav z okresu Plzeň-sever.
Hned v roce 1960 započal proces integrace obcí. Jejich počet byl snižován postupně – ze 106, přes 67 v roce 1964, až na pouhých 23 v roce 1980. Tento minimální stav přetrval do roku 1990, kdy se při příležitosti prvních svobodných komunálních voleb mnoho obcí opět osamostatnilo. Ke dni voleb jich bylo 44, k 1. březnu 1992 již 50.
V roce 2000 došlo k úpravě okresní hranice, kdy přešla osada Šipín z okresu Plzeň-sever pod správu obce Konstantinovy Lázně. Poslední obcí, která se osamostatnila, se stalo v roce 2001 Sytno, východně od Stříbra.

### Zaniklé obce

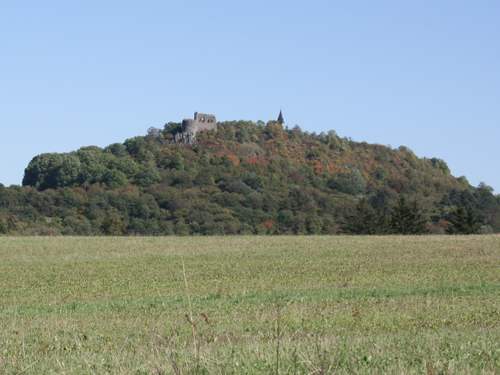
Dominantou okolí Bezdružic je zřícenina hradu Švamberk (Krasíkov).

Sídelní struktura Tachovska těžce utrpěla vývojem po druhé světové válce. Vzhledem k tomu, že většina obcí okresu byla osídlena z drtivé většiny německým obyvatelstvem, došlo po odsunu sudetských Němců v roce 1946 často k úplnému vylidnění zejména menších sídel v periferních oblastech, které se nepodařilo zvrátit ani následovným dosídlováním. Zaniklé obce Tachovska lze dělit do tří skupin.
První skupinou jsou obce, které zanikly vlivem blízkosti státní hranice, později přísně střežené. Tyto vesnice byly ve většině případů zrušeny do konce 50. let 20. stol. Patří sem např. Střeble, Stoupa, Stará Knížecí Huť, a největší – Pavlův Studenec, obec na silnici z Tachova do Bärnau, která měla ve 30. letech až 1 400 obyvatel, a jejíž existenci dnes připomíná již pouze název hraničního přechodu. (Obě obce i cesta mezi nimi jsou důležitým místem událostí autobiografického románu Maxe von der Grüna Dva dopisy Pospischielovi.)
Druhou skupinu tvoří bývalé vsi, které zanikly v důsledku úplného vysídlení. Tato sídla se nachází severně od Plané – v periferní oblasti okresu (Výškovice, Domaslavičky) a jižně od Tachova (Pořejov, Bažantov, Bohuslav). Tato sídla byla zrušena do roku 1974, jejich existenci ale dosud připomínají názvy katastrálních území.

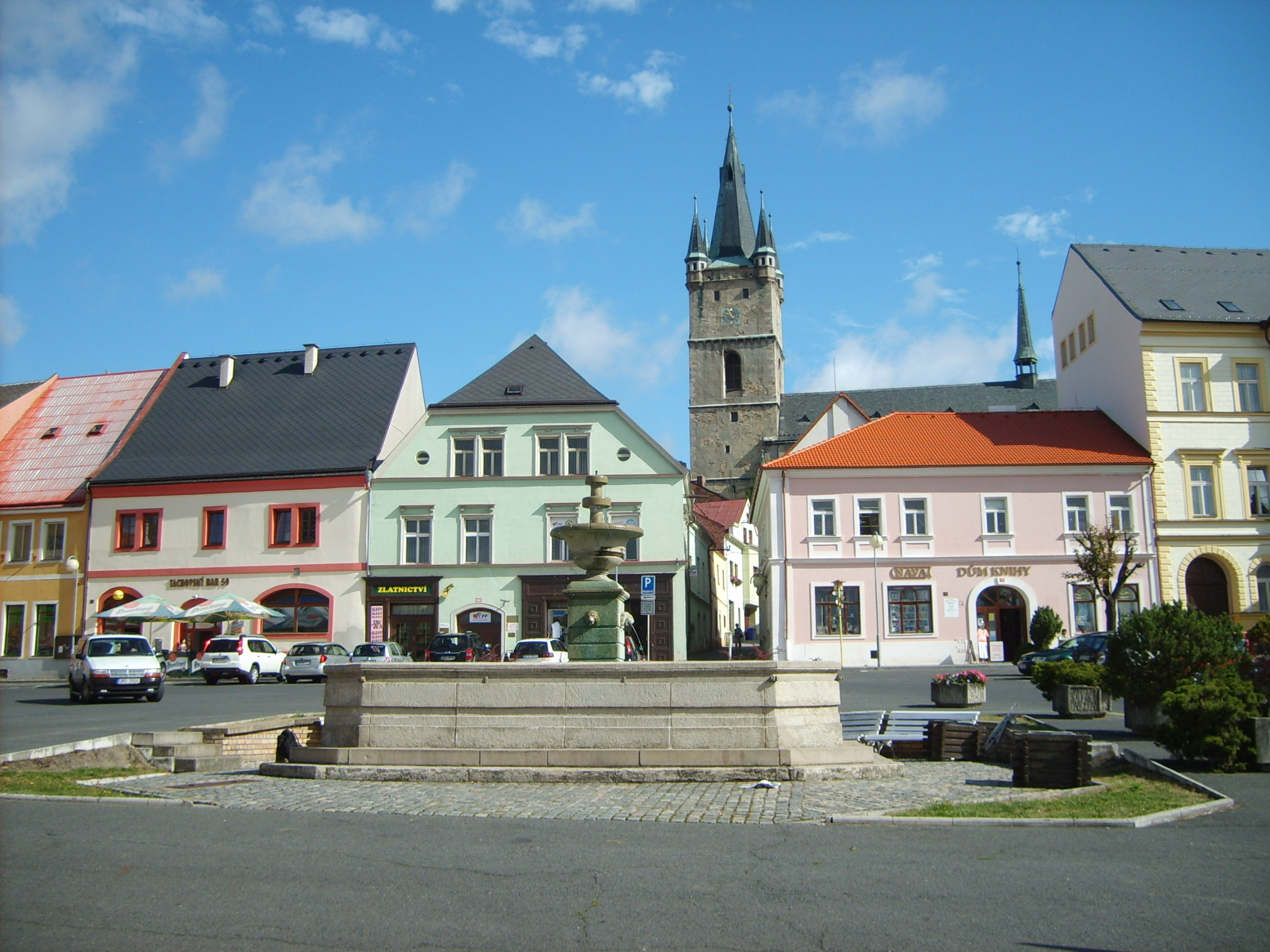
Správním střediskem celého okresu je Tachov. Na snímku zdejší náměstí Republiky

Třetí, a zároveň nejméně početnou skupinou, jsou dvě vesnice zatopené vodami dvou přehrad na řece Mži. Jedná se o bývalou obec Lučina (cca 600 obyv. před válkou), která zmizela v roce 1975 pod hladinou stejnojmenné vodárenské nádrže. Druhou zaniklou vsí je Butov, nedaleko Stříbra, který byl v roce 1964 zatopen vodní nádrží Hracholusky.

### Správní rozdělení
Od reformy veřejné správy v roce 2003 je Tachovsko rozděleno na dva správní obvody obce s rozšířenou působností: Tachov a Stříbro. Správní obvod obce s rozšířenou působností Tachov zahrnuje 27 obcí, ve kterých žije přes 35 tisíc obyvatel. Obce správního obvodu se dále člení podle příslušnosti k pověřeným obecním úřadům Tachov, Planá a Bor. Správní obvod obce s rozšířenou působností Stříbro zahrnuje 24 obcí, které obývá přes 17 tisíc obyvatel. Ve správním obvodu jsou dva pověřené obecní úřady – Stříbro a Bezdružice.

### Vzdálenosti

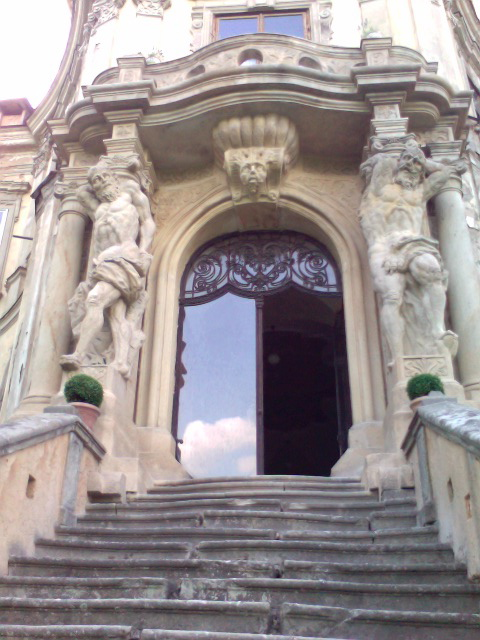
Trpísty jsou od okresního města nejodlehlejší obcí. Zdejší nejvýznamnější památkou je cenný barokní zámek z 18. století. Na obrázku vstup do zahrady

Okresní město Tachov je vzdáleno 59 km západně od krajského města Plzně a 151 km západně od hlavního města Prahy. Nejbližším okresním městem je Cheb, který je od Tachova vzdálen 49 km severozápadně. Do střediska sousedního okresu – Domažlice je to 54 km na jihovýchod. Nejbližším větším městem jsou Mariánské Lázně v okrese Cheb, které se nacházejí 22 km severně od Tachova.
Do druhého největšího města okresu – Stříbra je to z Tachova 31 km, do Plané 12 km a do Boru 17 km. Ostatní města okresu jsou vzdálena následovně: Přimda 18 km J, Černošín 25 km SV, Bezdružice 33 km SV a Kladruby 30 km JV. Snad nejznámější obec Tachovska – Rozvadov leží 20 km JZ od okresního města.
Nejvzdálenější obce od okresního města leží na východní hranici okresu v oblasti Stříbra. Patří mezi ně Kostelec (37 km od Tachova), Sulislav (38 km) a Trpísty (41 km), které jsou od Tachova vzdáleny nejvíce.

## Historie území

### Středověk
Některá místa dnešního okresu Tachov byla osídlena již v době kamenné, velkou část území okresu ale tvořil dost dlouho hraniční hvozd. Současná sídla začala vznikat při významných zemských stezkách z Čech do Bavorska (do Řezna a Norimberku), zejména ve 12. století. Kvůli ochraně zemské hranice a stezky byl již v roce 1121 založen hrad Přimda, jenž je nejstarším dochovaným hradem na českém území. Již z roku 1126 pochází také první důvěryhodná zmínka o okresním městě Tachově, ve kterém byl také strážní hrad. Ještě o 11 let dříve byla založena nejvýznamnější historická památka na okrese - bývalý benediktinský klášter v Kladrubech, založený knížetem Vladislavem roku 1115. Klášter patřil k nejbohatším a nejmocnějším v Čechách po celé 13. a 14. století.[zdroj?]

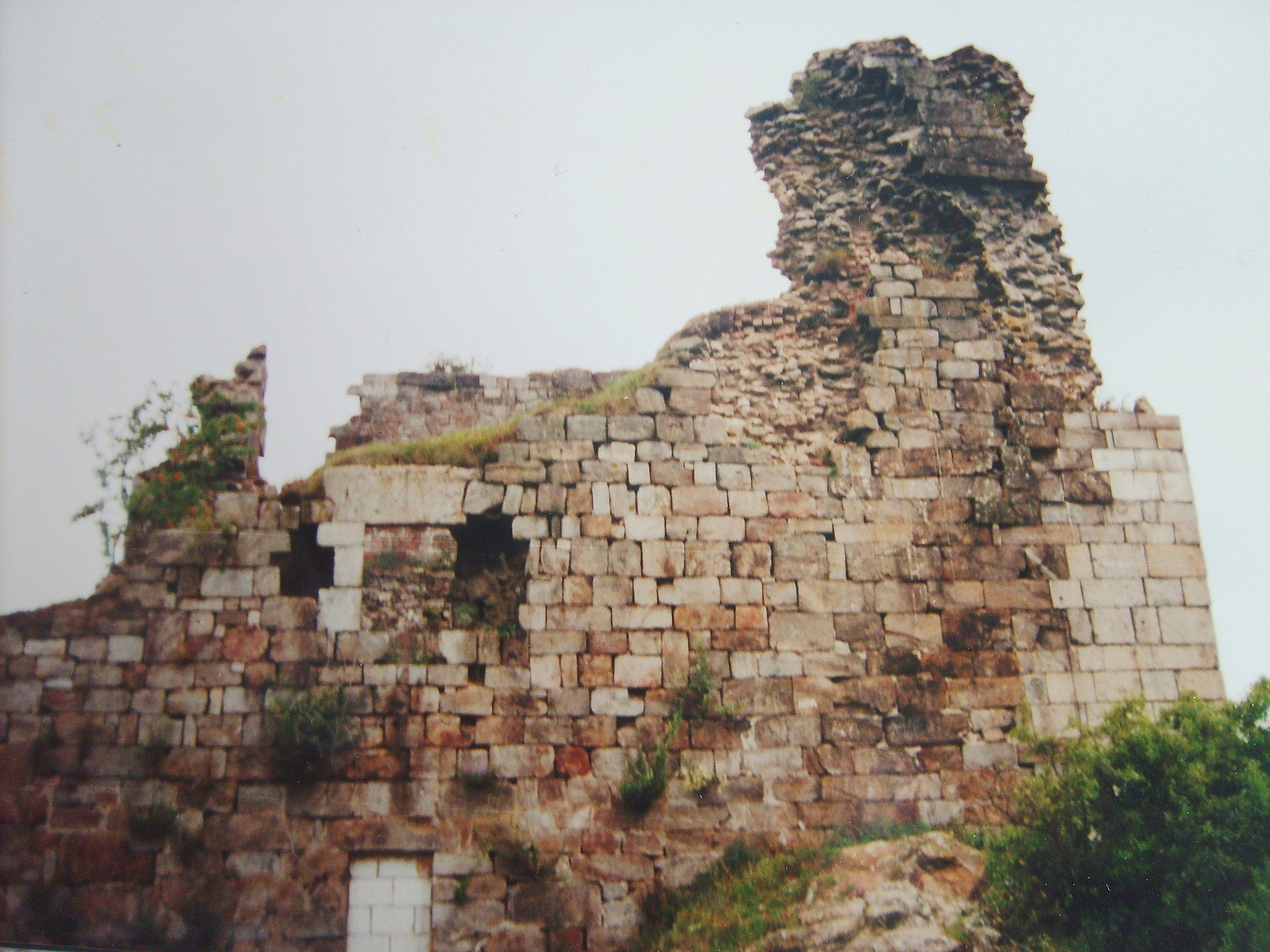
Hrad Přimda, který se nachází nad stejnojmenným městem uprostřed Českého lesa, je nejstarším dochovaným hradem ČR. Nedaleko od něj prochází hlavní evropské rozvodí Labe / Dunaj

Až přibližně do 14. století byla většina obyvatelstva česká – svědčí o tom např. také starobylé české názvy vesnic. Nejvýznamnějším českým rodem pocházejícím z Tachovska byli Švamberkové, jejichž rodové kořeny jsou ve Skviříně u Boru. V západních oblastech okresu žili Chodové – dosud je připomínají názvy obcí Chodová Planá, Chodský Újezd, Zadní Chodov nebo Maršovy Chody. 
Na Tachovsku během středověku fungoval také tzv. tachovský manský obvod, který spolu s chodskými vesnicemi sloužil k ochraně pohraničí. Součástí tohoto obvodu bylo 10 až 15 manů (rytířů), kteří dostali v léno drobné statky v kraji a kteří měli přesně vymezené povinnosti. Podléhali přímo královskému purkrabímu sídlícímu v Tachově. V roce 1335 byl v Tachově ustanoven speciální manský soud, který se měl zabývat jejich spory. Tachovský manský obvod zanikl v roce 1598, když manové odkoupili své statky do svého soukromého vlastnictví. To, že se tachovští Chodové dělili o své pohraniční povinnosti s many mohlo být také příčinou, proč tachovští Chodové nikdy nedosáhly vlivu Chodů z Domažlicka.
Za doby panování Lucemburků byla na okrese 2 královská města – Tachov a Stříbro, což je v rámci dnešní České republiky spíše raritou.
Jedním z významných mezníků historie Tachovska je období husitské revoluce, kdy se okresem několikrát prohnala husitská vojska. K rozhodujícímu střetu s křižáky IV. křížové výpravy došlo v srpnu 1427. Nejprve bylo obsazeno Stříbro, které s husity sympatizovalo. Křižáci se později dali před husity na útěk směrem k Tachovu, kde se část jejich armády ukryla v opevněném městě. K Tachovu husitské vojsko dorazilo 4. srpna. Začalo týdenní obléhání města. 11. srpna se husitům podařilo prorazit městské hradby a 14. srpna dobýt i tachovský hrad. Do Tachova byl dosazen husitsky orientovaný hejtman.

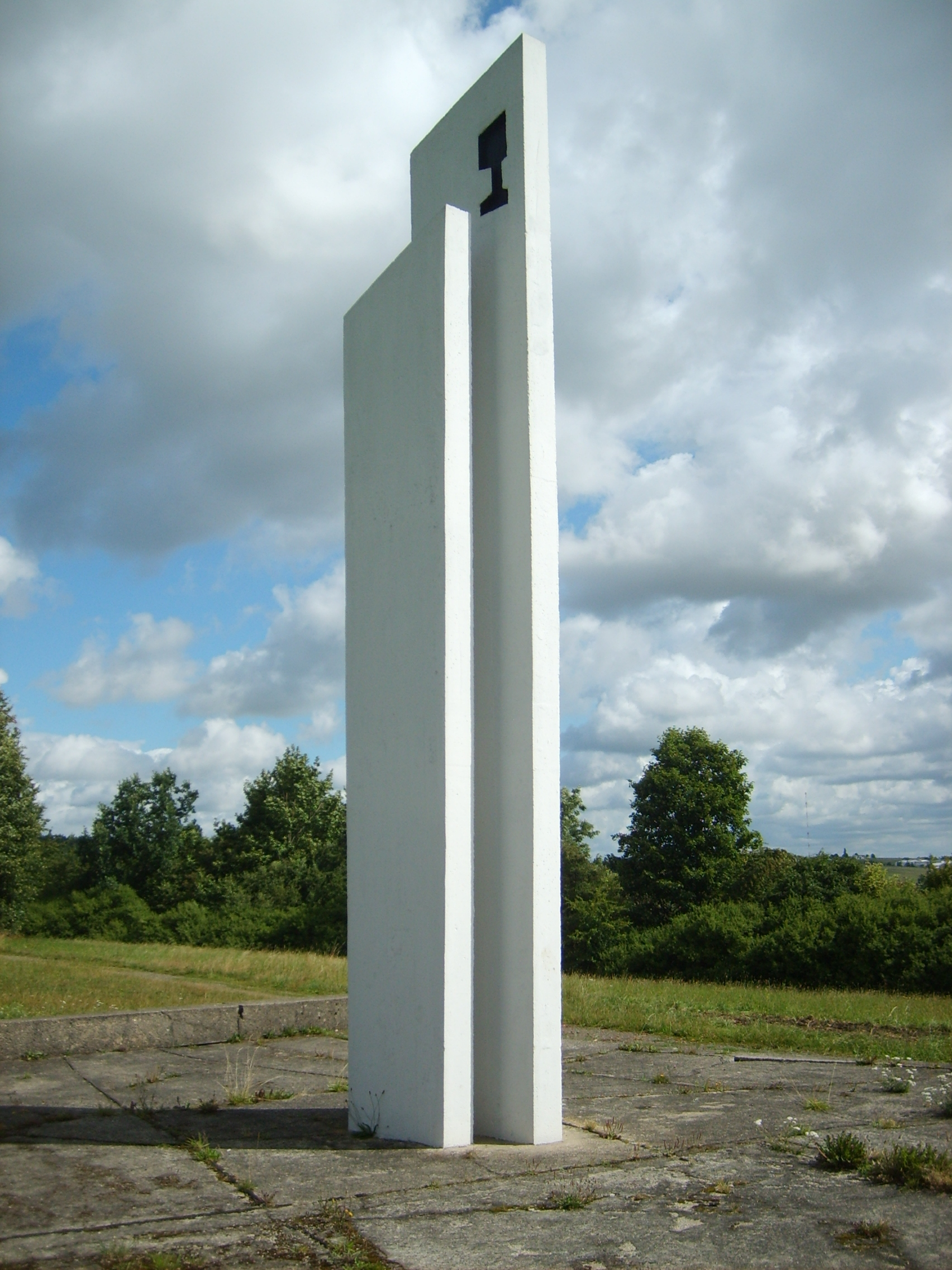
V bitvě u Tachova, která se konala mezi 4. a 14. srpnem 1427, porazila husitská vojska pod vedením Prokopa Holého vojska IV. křížové výpravy. Zároveň bylo dobyto město Tachov.

### Novověk
Již v 2. polovině 15. století začala na Tachovsku germanizace, spojená s kolonizací příhraničních území a náhradou obyvatel zemřelých během morových epidemií. V 17. stol. byla na Tachovsku prováděna rekatolizace, od konce století tvořili Němci již většinu populace. Jednou z mála ryze českých obcí na území okresu tak zůstala Sulislav, která je dnes poslední tachovskou vesnicí směrem na Plzeň.
Od druhé poloviny 16. stol. se v okolí Plané začíná rozmáhat těžba kovů, která probíhala již dlouhou dobu také ve Stříbře. Těžba rud potom přetrvala až do 20. stol. Třicetiletá válka způsobila také na Tachovsku obrovské ztráty na majetku i na životech – k ozbrojeným střetům došlo v roce 1621 u Rozvadova a v roce 1647 u Třebele. V roce 1680 bylo krvavě potlačeno sedlácké povstání na Ovčím vrchu u Bezdružic.
Od roku 1784 připadlo tachovské panství rodu Windischgrätzů, kteří přinesli zemědělské oblasti prosperitu.[zdroj?] V 2. polovině 19. století se začala budovat železniční síť na území okresu. V roce 1872 byla zprovozněna trať Plzeň – Cheb, v roce 1895 lokálka Planá – Tachov, prodloužená od srpna 1910 až do Domažlic. Od roku 1901 jezdí také lokálka Pňovany – Bezdružice a konečně v roce 1903 byla otevřena trať ze Svojšína do Boru u Tachova.

### Světové války
První světová válka znamenala mnoho mrtvých, které dnes v mnoha obcích připomínají pomníky s většinou německými jmény. Po vyhlášení Československa byl vývoj na Tachovsku podobný jako v jiných oblastech bývalých Sudet. Od 30. let získávala na síle Sudetoněmecká strana, v roce 1938 připadlo v podstatě celé území okresu Německé říši.
Druhá světová válka znamenala konec všech židovských komunit na Tachovsku. Ke konci války docházelo k bombardování a pochodům smrti, které prošly celým územím. V Tachově připomínají tyto události dva památníky. Mohyla v níž je pochováno 232 obětí a památník na bývalém novém židovském hřbitově (cca 600 obětí), který je zároveň největším masovým hrobem na území ČR.[zdroj?] Oblast byla osvobozena americkou armádou, která dorazila 2. května 1945.

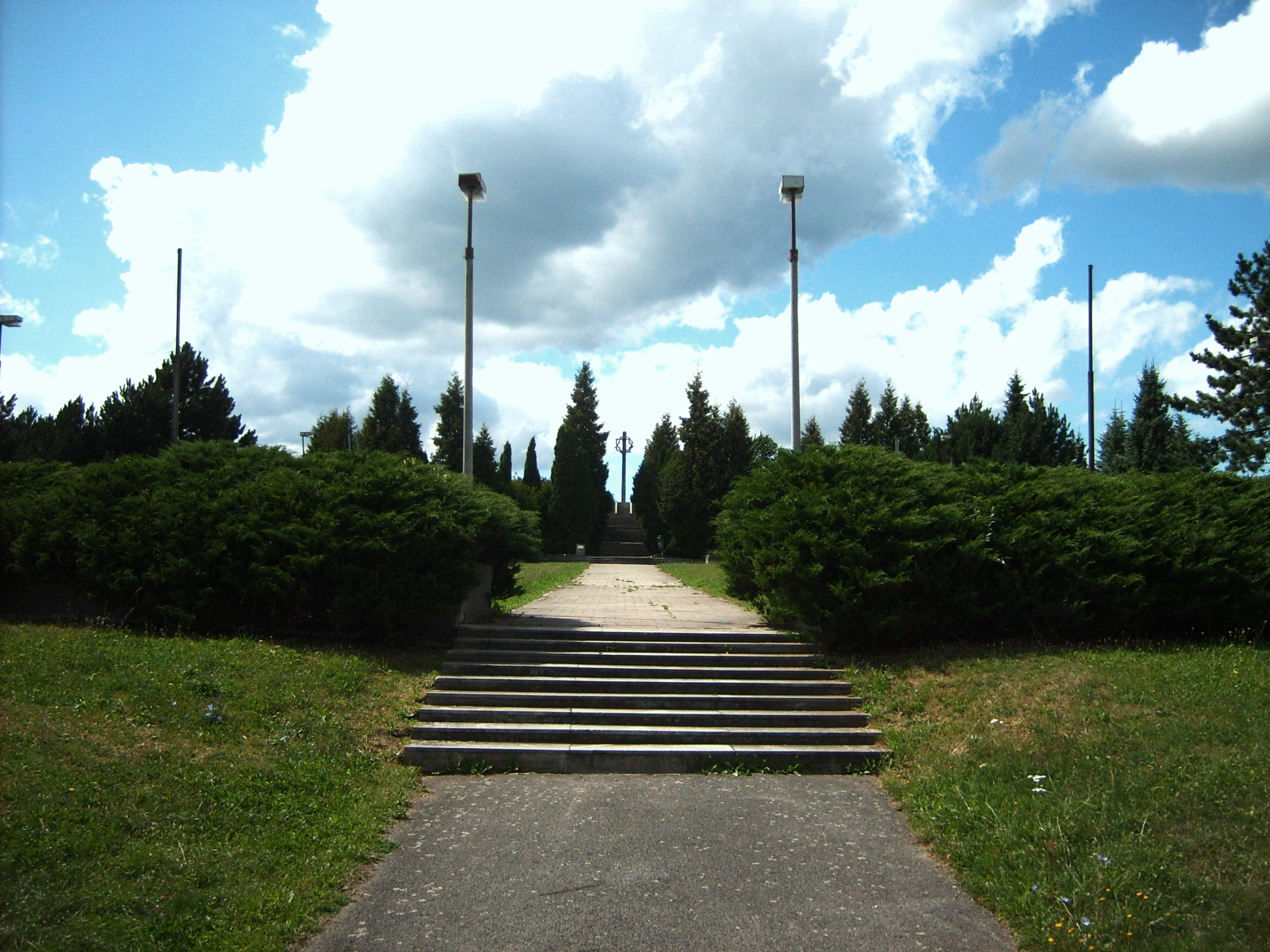
Pod tachovskou mohylou v sadu Višňovka odpočívá 232 obětí nacistického pochodu smrti z roku 1945.

### Po odsunu Němců
V roce 1946 byla z okresu odsunuta většina původního německého obyvatelstva. Poté sice následovalo dosídlení, ale to doplnilo původní počet obyvatel jen asi z poloviny.[zdroj?] Po roce 1948 začala v souvislosti s nástupem vlády KSČ vznikat zemědělská družstva, naopak zanikaly celé vesnice a uzavřela se hranice s Německem. V mnoha městech a střediskových obcích došlo k nové výstavbě, menší vsi však spíše upadaly a prázdné domy chátraly. Vznikly nové průmyslové závody, opět ale zejména v Tachově a ve Stříbře. Tachovsko bylo prezentováno jako okres revolučních tradic a „hráz socialismu“.[zdroj?] Výrazně se rozšířila těžba uranu v Zadním Chodově.
Po roce 1989 došlo k dalším změnám, kdy po otevření hranice výrazně vzrostl cestovní ruch v celé oblasti. Státní podniky byly privatizovány a mnohé následně zanikly. V roce 1997 byla otevřena dálnice D5 z Plzně do Rozvadova, která ulehčila přetížené státní silnici. Došlo k nárůstu obyvatelstva také díky vysoké imigraci cizinců.[zdroj?]

## Přírodní podmínky

### Struktura povrchu

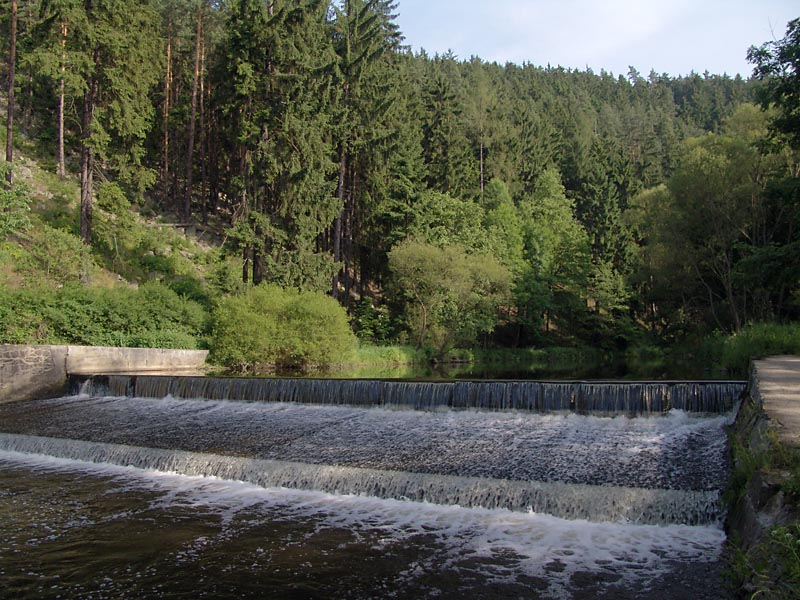
Kaňonovitá údolí řeky Mže a jejích přítoků jsou oprávněně cílem mnohých turistů toužících po poznání romantické, nedotčené krajiny.

Průměrná nadmořská výška na Tachovsku dosahuje asi 550 m, což značí, že se jedná o okres horský a podhorský. Členitost povrchu je až na oblasti Tachovské brázdy vysoká.
Nejvyšších nadmořských výšek je dosahováno při státní hranici, v pohoří Český les, kudy prochází hlavní evropské rozvodí Labe / Dunaj. Nachází se zde také vrchol Havran (894 m), který je nejvyšší na okrese.
Pomyslnou linii Planá – Tachov – Bor vyplňuje tzv. Tachovská brázda s nadmořskou výškou většinou nepřesahující 500 m. Tato krajina je využívána k pěstování zemědělských plodin a je výrazně odlesněná. Nachází se zde relativně rozsáhlá rybniční soustava.
Na jihu okresu se zvedá malebné Sedmihoří typické svými skalními útvary a lesními mokřady.
Krajina mezi Borem a Stříbrem je relativně hustě zalesněna. O něco severněji najdeme hluboké údolí řeky Mže a jejích přítoků – Kosího potoka, Hadovky a Úterského potoka (na samé východní hranici okresu). Nad údolím řeky u Černošína výrazně vyčnívá Vlčí hora (703 m), která je jednou z dominant krajiny.
Severovýchod okresu mezi Planou a Bezdružicemi je typický členitou, lesnatou krajinou Bezdružické vrchoviny s nadmořskými výškami přesahujícími i 600 m. Dominantou je tam Ovčí vrch (697 m) nad Kokašicemi.

### Vodstvo

#### Říční síť

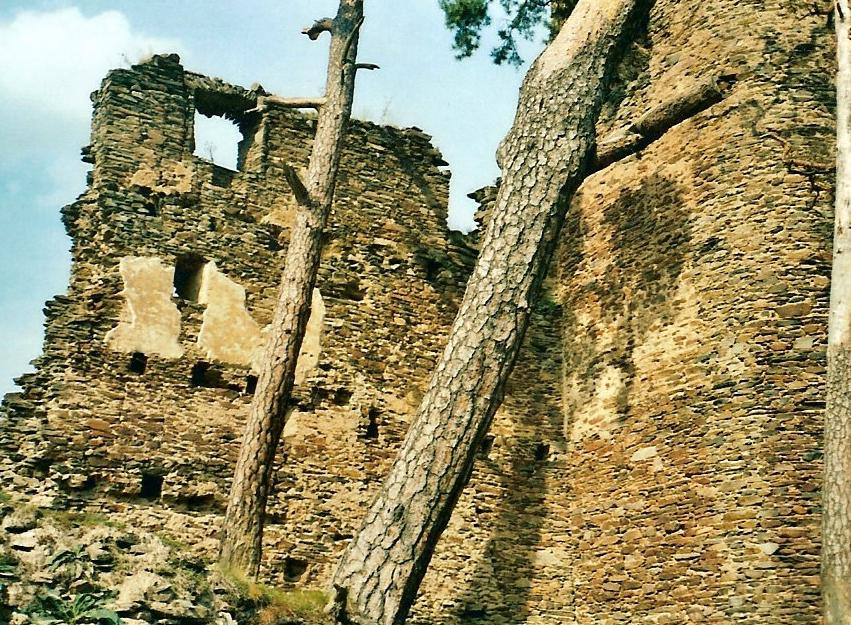
Nedaleko soutoku potoků Hadovky a Úterského najdeme zříceninu gotického hradu Gutštejn.

Nejvýznamnějším vodním tokem na Tachovsku je řeka Mže, která nedaleko od státních hranic u Tirschenreuthu také pramení. Okresem prochází ve směru západ- východ v délce více než 64 km. Na jejím toku najdeme od pramene postupně ves Branku, vodní nádrž Lučina, dále město Tachov a obec Kočov, za kterou Mže vstupuje do svého kaňonovitého údolí, dlouhého přes 20 km. Za Stříbrem již začíná vzdutí vodní nádrže Hracholusky.
Jižní a jihovýchodní část okresu odvodňuje říčka Úhlavka, která se ve Stříbře vlévá zprava do Mže. Říčka pramení u Velkých Dvorců pod Přimdou a v jejím povodí najdeme také četné rybníky. Protéká městečkem Stráž a u hradu Prostiboř se stáčí k severu. Dále je na jejím toku také město Kladruby, a pak konečně, Stříbro. Celá říčka, dlouhá bezmála 35 km, protéká pouze okresem Tachov.
Severozápad oblasti je odvodňován tokem Hamerského potoka, který byl dříve zván podle jednoho z jeho přítoků – Tichá. Oba potoky pramení v Českém lese. Tok prochází okrajem zástavby Plané, obcí Brod nad Tichou a u Ústí se vlévá zleva do Mže.
Přirozenou hranici se severním Plzeňskem vymezuje údolí Úterského potoka, který se v oblasti nádrže Hracholusky vlévá zleva do Mže. Potok pramení v Tepelské vrchovině. Jeho významným přítokem je Hadovka, která odvodňuje oblasti Konstantinových Lázní.
U Ošelína se do Mže v jejím kaňonu zleva vlévá Kosí potok. Pramení pod horou Dyleň na Chebsku, v nadmořské výšce téměř 900 m. Protéká okrajem Mariánských Lázní, pod Pístovem se zahlubuje do údolí, které neopustí až ke svému soutoku.
Zejména jihozápadní oblasti okresu leží již za hlavním evropským rozvodím, a tak jsou vodami Kateřinského a Nivního potoka odvodňovány do Dunaje. Rozvodí prochází po hřebeni Přimdského lesa a jižně od zástavby obce Lesná. Do Dunaje je tak odvodňováno asi 14 % plochy okresu.

#### Vodní plochy

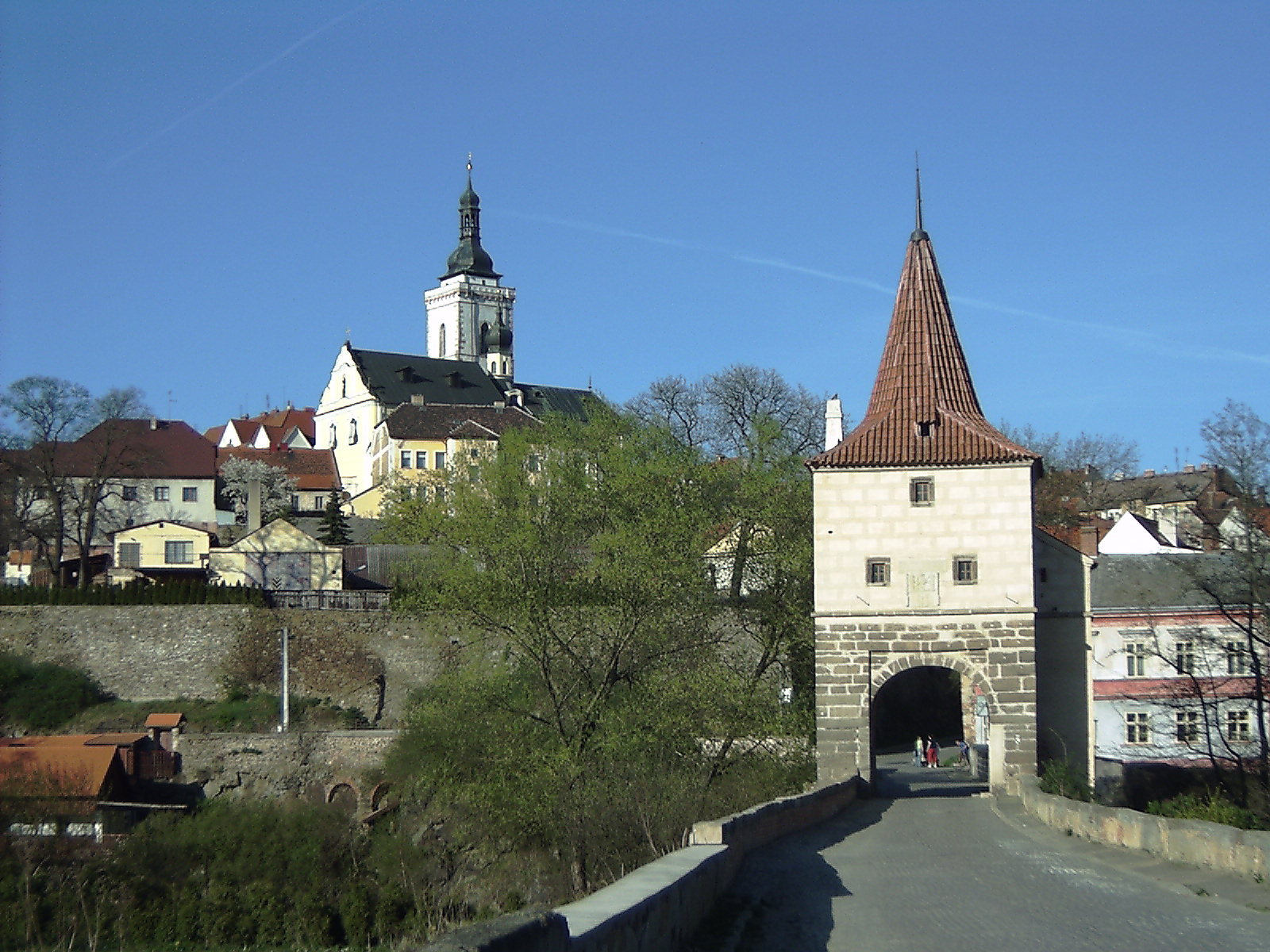
Starý most přes Mži ve Stříbře je zakončen renesanční mostní věží.

Oblast Tachovské brázdy je nesmírně bohatá na rybníky. V okolí měst Bor, Tachov a Planá je jich přes 40. Největším rybníkem je Regent u Chodové Plané. K rekreačním účelům jsou využívány Modrý rybník u Stráže, Výrovský rybník v lesích mezi Borem a Kladruby a Chobot, u Borku, se známým kempem Sycherák.
Jak již bylo výše uvedeno, na Tachovsku najdeme 2 přehrady s rozdílnou funkcí. Vodní nádrž Lučina v údolí západně od Tachova, která byla napuštěna v roce 1975, zásobuje Tachovsko pitnou vodou. Zabírá plochu 73 ha. Známější a větší vodní nádrž Hracholusky, ležící východně od Stříbra, byla dokončena v roce 1964. Jejím účelem je ochrana před povodněmi a rekreace. Má rozlohu 470 ha, na území Tachovska leží asi 30 % její plochy.

### Nerostné bohatství
Okres Tachov byl v minulosti nesmírně bohatý na nerostné suroviny, zejména pak na kovy. Dnes se sice již v žádných původních hornických oblastech okresu netěží, historii dobývání těchto surovin nám však připomínají hornická muzea v Plané a ve Stříbře. Díky těžbě surovin se rozvinulo také historické městečko Michalovy Hory v údolí Kosího potoka, které však po zastavení těžby opět upadlo, a dnes je součástí Chodové Plané s pouhými 80 obyvateli.
Z názvu města Stříbra můžeme snadno vyvodit, že se zde kromě olověných dolů nacházely také doly stříbrné, a to od středověku až do počátku 20. stol. Značný rozsah těžby kovů a rud byl v oblasti města Plané. Také tam se těžilo stříbro a olovo a dále také měď a cín. V oblasti Michalových Hor a Boněnova se dobývalo již od 12. století. V okolí Plané byla těžba těchto kovů zastavena až v roce 1935.
Ve 2. polovině 20. století se těžební práce přenesly do okolí Zadního Chodova, kde byla v roce 1946 objevena rozsáhlá ložiska uranu. Od roku 1953 se uran těžil již také v bezprostřední blízkosti města Tachova, ve Vítkově a v Oldřichově. Správa celých západočeských uranových dolů ale sídlila v Zadním Chodově. Poslední vozík uranové rudy byl na ložisku Vítkov vytěžen v prosinci 1990, v Zadním Chodově byla těžba zastavena až 18. prosince 1992.
Dnes je na okrese v provozu pouze několik kamenolomů, v Chodové Plané je v provozu cihelna, v menší míře se těží také písky a štěrkopísky.

## Hospodářství okresu

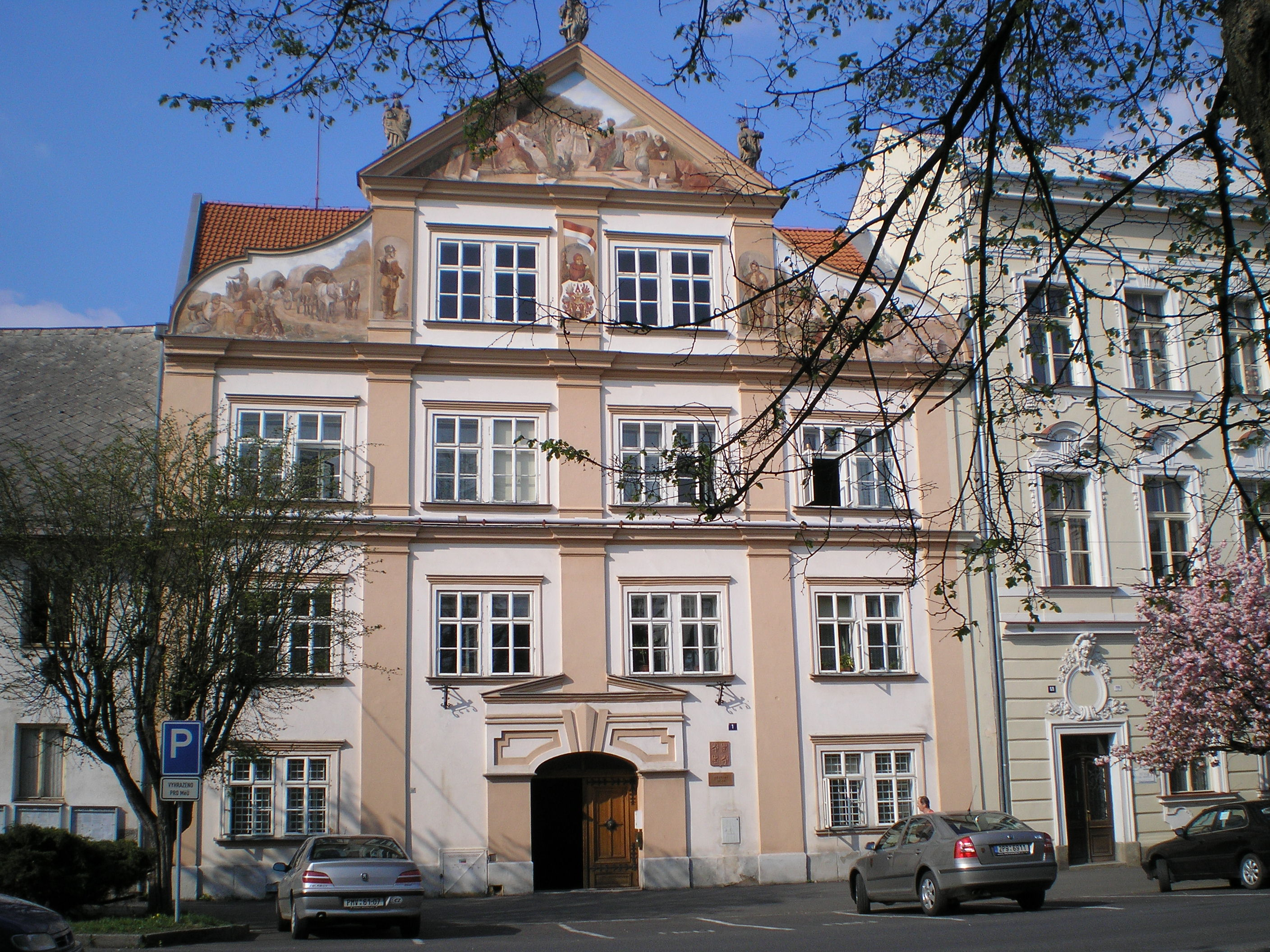
Třetím největším městem okresu je Planá. Je významnou silniční i železniční křižovatkou s převládajícím dřevozpracujícím průmyslem. Na náměstí je zachováno mnoho renesančních domů, včetně radnice (na obrázku). Až do roku 2002 zde fungovala jediná nemocnice na okrese, dnes na Tachovsku není žádná.

Tachovsko se řadí mezi průmyslově – zemědělské okresy. Po sametové revoluci vzalo mnoho konkurence neschopných podniků za své, což v kombinaci s útlumem těžby uranu a snížením zemědělské výroby vedlo ke zvýšení nezaměstnanosti, která je dnes nejvyšší v kraji. Výhodnou polohou při hlavním dopravním tahu na západní Evropu se však možná podaří tento trend zvrátit. Např. ve Stříbře nebo v Nové Hospodě u Boru vznikly v posledních 10 letech nové průmyslové zóny, kam soustřeďují svůj kapitál zejména zahraniční průmyslové firmy.

### Zemědělství
V okrese je obhospodařováno na 67 tis. ha zemědělské půdy. Asi 70 % je z toho tvořeno ornou půdou. Hlavní oblastí intenzivní rostlinné výroby je Tachovská brázda. Pěstuje se zejména kukuřice na zeleno a na siláž, pšenice, ječmen a řepka. Živočišná výroba se věnuje chovu drůbeže, skotu a prasat. Největší zemědělské podniky vznikly většinou transformací bývalých JZD nebo Státních statků. Patří mezi ně např. RESPO Tachov, Agročas Částkov, Agroservis Tachov (výroba krmiv) nebo ZD Vlčák se sídlem v Černošíně. V minulosti měla zemědělská výroba na Tachovsku větší význam než dnes, např. Státní statek Tachov patřil mezi nejúspěšnější podniky tohoto druhu u nás.

### Průmysl
Na Tachovsku je průmyslová výroba soustředěna do 4 největších měst okresu. V Tachově má již více než čtyřicetiletou tradici zpracování plastů pro různé účely – k výrobě obalů, potrubí, kuchyňského náčiní i sportovních potřeb. V souvislosti s vysokým zalesněním okresu existují v Tachově, ve Stříbře, v Přimdě a v Plané různé dřevozpracující závody a pily, přičemž v Plané najdeme jeden z největších dřevospracujících závodů v České republice Stora Enso Wood Products Planá s.r.o. Ve Stříbře najdeme strojírenské a elektrotechnické závody SIEMENS a FUJIKURA. Závody v nové průmyslové zóně Nová Hospoda u Boru se zabývají výrobou součástek a dílů pro automobilový průmysl. Velkou výhodou této zóny je výborná dopravní dostupnost (leží přímo u sjezdu z dálnice D5). Stavebnictví se v okrese věnuje asi 5 větších firem. Z nejvýznamnějších potravinářských provozů jmenujme starobylý pivovar Chodovar v Chodové Plané a mlékárnu EHERMANN ve Stříbře.

### Zaměstnanost
Podle údajů ze sčítání lidu v roce 2001 bylo v okrese zjištěno necelých 28 tis. ekonomicky aktivních osob. 40 % z nich bylo zaměstnáno v průmyslu, 8 % v zemědělství a 7 % ve stavebnictví. Na sektor služeb tak zbývá asi 45 % zaměstnaných, z toho nejvíce v obchodech a opravnách, ve veřejné správě a armádě a v dopravě. Od té doby se ale mnoho údajů mohlo změnit. Například nezaměstnanost poklesla z 8,8 % v roce 2001 na 6,1 % v roce 2008. V době finanční krize nezaměstnanost vzrostla, avšak tento trend zvrátilo ekonomické oživení a otevření nových podniků v okrese v pokrizových letech a nezaměstnanost se dostala na 4,9% v roce 2016. Z dlouhodobého hlediska tak nezaměstnanost vytrvale klesá.

## Doprava

### Železnice

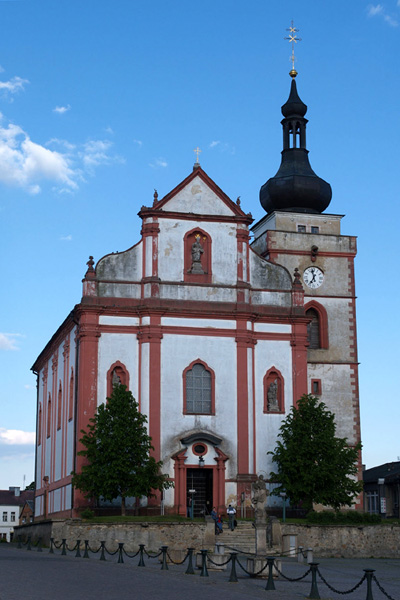
V Boru u Tachova můžeme navštívit jeden z přístupných zámků na Tachovsku. Významnou památkou je také rozlehlý kostel sv. Mikuláše (na snímku). Bor dnes patří mezi nejrozlehlejší obce ČR. Se svými mnoha osadami přesahuje 120 km², kde žije 4 tisíce obyvatel. Po otevření dálnice D5 byla v Nové Hospodě, nedaleko od města, otevřena průmyslová zóna, která dala práci mnoha občanům Tachovska.

Okresem Tachov prochází trasa III. železničního koridoru, a to trať Plzeň–Cheb. Na jeho území je jednokolejná a elektrizovaná (od roku 1967). V letech 2006–2011 byla modernizována do současné podoby. Trať sleduje od stanice Pňovany až před zastávku v Brodu nad Tichou tok řeky Mže. Na území okresu najdeme stanice Stříbro, Svojšín, Pavlovice, Planá a Chodová Planá. Po trati je za normálního provozu vedeno několik párů expresů mezi Prahou a Chebem, které jsou doplněny o 2 páry Pendolin. které jedou z Bohumína a Ostravy až do Františkových Lázní nebo Karlových Varů.[zdroj?]
Druhou nejvýznamnější železnicí je trať Planá u Mariánských Lázní – Domažlice přes Tachov, Bor, Stráž, Bělou nad Radbuzou a Poběžovice. Lokálka vedoucí pod svahy Českého lesa má nesmírný význam pro regionální obsluhu okolí Tachova a Boru. Většina osobních vlaků nejede celou trasu, ale pouze její úseky, např. Planá – Tachov, Tachov – Domažlice nebo Planá – Bělá nad Radbuzou. Na této trati, zajišťující jediné „veřejné“ spojení okresních měst Tachov a Domažlice, najdeme stanice Tachov, Staré Sedliště, Bor, Stráž a Třemešné.
Obsluhu východní části okresu zajišťuje trať Pňovany–Bezdružice. Je dlouhá 24 km a prochází krajem nesmírně přitažlivým pro turisty, z čehož vyplývá, že kromě obsluhy přilehlých obcí, má význam také pro rekreační dopravu. Na trati najdeme také zastávku Konstantinovy Lázně. Existuje projekt na přestavbu a prodloužení tratě z Bezdružic až do Teplé, při čemž by byla využita pro rychlé vlakové spojení Plzně a Karlových Varů.[zdroj?]
Na území okresu se nachází ještě trať Svojšín–Bor – lokálka spojující Svojšín na hlavní trati s Borem na Podčeskoleské lokálce. Je dlouhá 15 km. Od GVD 2018/19 je zde pravidelná osobní doprava zastavena, jezdí zde pouze sezónní cyklovlak Český Les společnosti GW Train Regio.[zdroj?]

### Silnice
Silniční síť okresu měří 830 km, z toho dálnice D5 má 45 km, silnice I. třídy celkem 21 km, silnice II. třídy 285 km a silnice III. třídy 479 km.

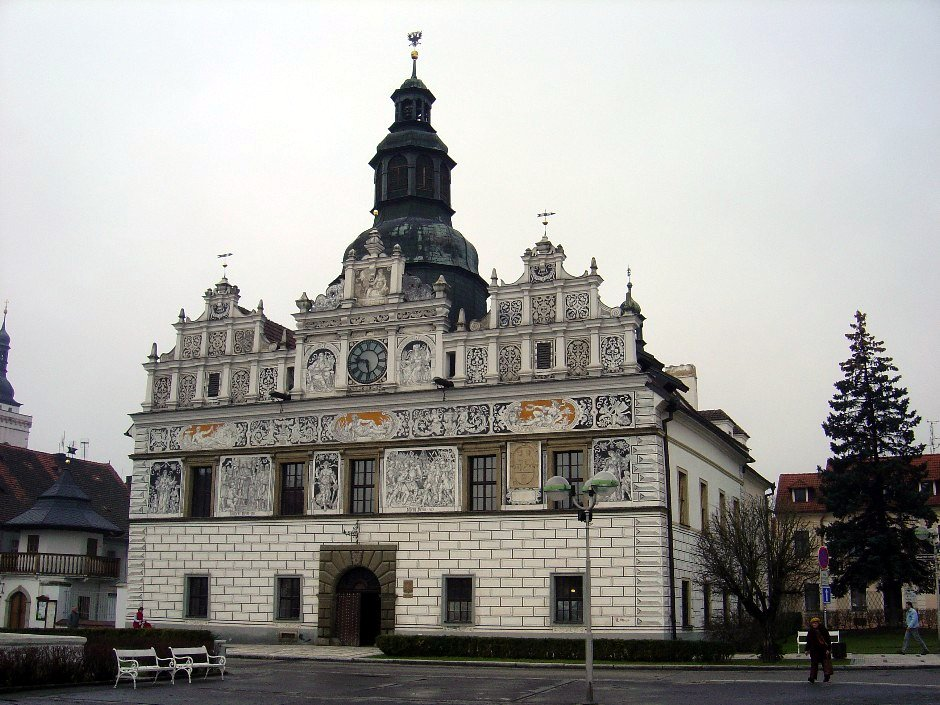
Město Stříbro je známé také díky své zajímavé renesanční radnici.

Tachovskem prochází již skoro 1000 let hlavní stezka mezi Čechami a Bavorskem. Za tu dobu prošla samozřejmě velkými změnami. Od obchodní cesty, která byla střežena mnohými hrady a přecházela dávnou hranici v nebezpečných hvozdech, až po čtyřproudou dálnici. Původní státní silnice, dnes silnice II/605, vychází z Plzně západním směrem a první tachovskou obcí na její trase je Sulislav. Potom prochází např. Stříbrem, Benešovicemi, Borem a Přimdou, aby po 50 km od okresní hranice dorazila k hranici státní v Rozvadově. Před rokem 1948 silničnímu provozu snad dostačovala, poté byly uzavřeny hranice, takže na ní byla intenzita provozu v podstatě uměle omezena. Šok pro obyvatele přilehlých obcí přineslo otevření hranic v roce 1990, kdy se na silnici rázem několikanásobně zvýšil osobní i nákladní provoz. Proto bylo urychleně započato s budováním dálnice D5, která byla na celém úseku z Plzně do Rozvadova otevřena 6. listopadu 1997. Na Tachovsku je z ní možné sjet u Ostrova (EXIT 108 Stříbro), u Benešovic (EXIT 119), u Nové Hospody (EXIT 128 Bor), u Přimdy (EXIT 136 Mlýnec) a konečně u Rozvadova (EXIT 144 Kateřina). Za Rozvadovem se nachází prostor bývalého hraničního přechodu, za nímž na D5 již navazuje německá dálnice.
U Nové Hospody z dálnice vyhází severozápadním směrem silnice I/21. Pokračuje na Planou, Chodovou Planou a dále do Chebu. I na této silnici je relativně silný provoz.[zdroj?]
Ze silnic II. třídy mají největší význam silnice II/230, spojující Stod, Stříbro, Černošín, Planou a Mariánské Lázně; silnice II/199 z Holostřev přes Novou Hospodu do Tachova a na přechod v Pavlově Studenci; silnice II/198 z Přimdy přes Staré Sedliště a Tachov do Plané; silnice II/200 z Horšovského Týna do Boru a Nové Hospody a konečně silnice II/201 spojující na území okresu Konstantinovy Lázně s Planou a přechodem Broumov.
Silnice II. třídy jsou II/193, II/195, II/198, II/199, II/200, II/201, II/202, II/203, II/230 a II/605.

### Hraniční přechody

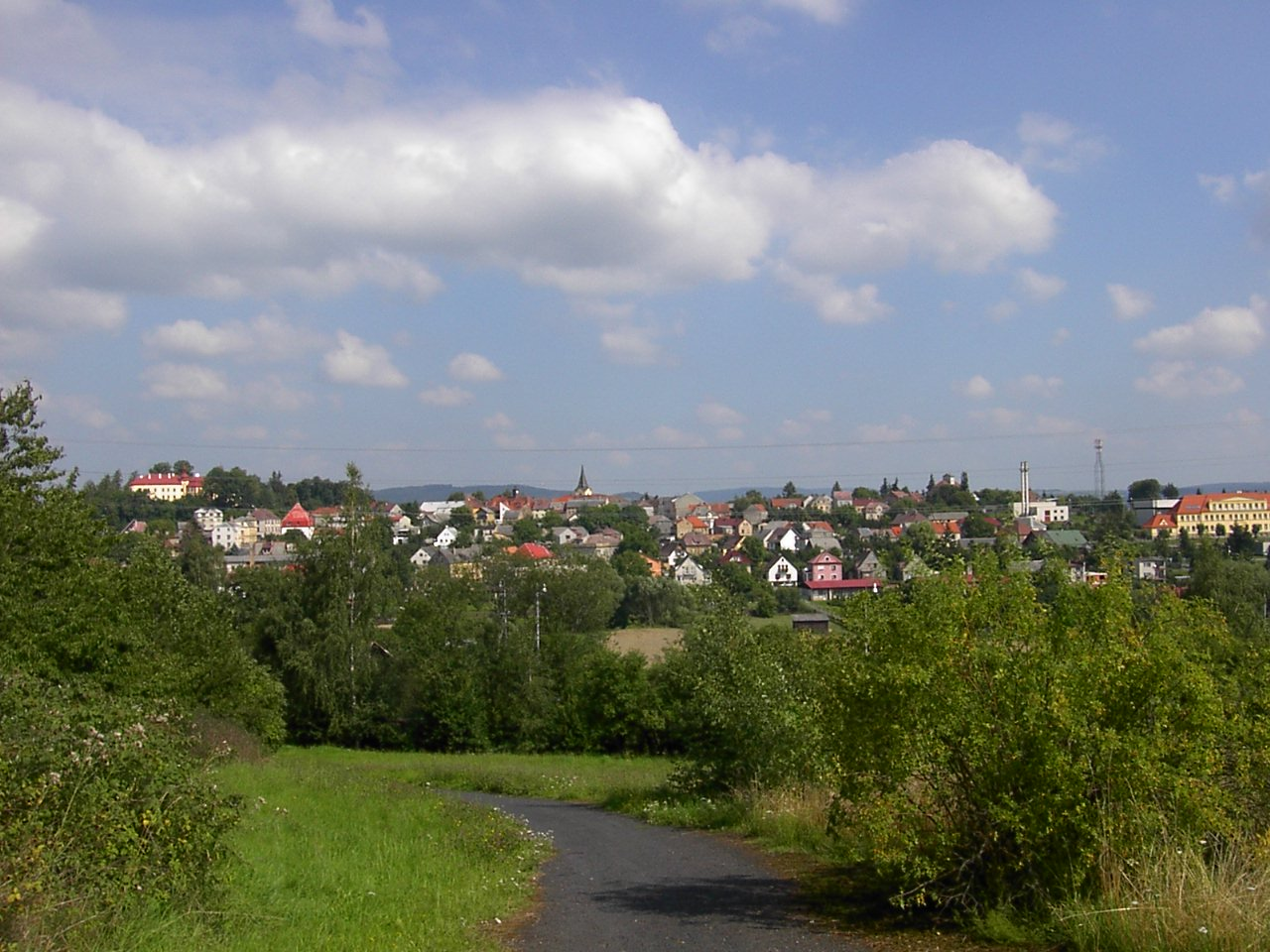
Úlohu správního střediska severovýchodu okresu plní Bezdružice s necelou tisícovkou obyvatel

Od vstupu České republiky do schengenského prostoru, 21. prosince 2007, jsou zrušeny kontroly na všech hraničních přechodech. I tak jsou tato místa pro motoristy většinou jedinými body, kde mohou po slušné silnici za hranice přejet. Na Tachovsku jsou takové přechody 4, z toho 2 v Rozvadově (starý silniční a nový dálniční), 1 v Pavlově Studenci (směrem z Tachova na Bärnau) a 1 za Broumovem (směrem na Mähring). V době existence železné opony byl starý hraniční přechod v Rozvadově jedním z mála míst, kde bylo možné legálně překročit hranice ČSSR a SRN.

### Autobusová doprava
Dálková autobusové linka, mající význam pro obsluhu okresu, je v podstatě pouze jedna - z Plzně přes Stříbro do Tachova (některé spoje zajíždějí i do Boru).
Místní autobusovou dopravu na okrese zajišťuje výhradně Arriva Střední Čechy – provozovny Tachov a Stříbro. Provoz zde zajišťuje na základě soutěže vyhlášené Plzeňským krajem od 14. června 2020 na  dobu 10 let. Frekvence dopravy na některých linkách, které často představují jediné spojení některých obcí se světem, je mnohdy vskutku nízká. Zejména o víkendech, kdy většina místních spojů nejezdí vůbec. Stav, kdy z okresního města v sobotu odjíždí pouze 3 spoje za celý den, je v rámci naší republiky skutečnou raritou.[zdroj?]

## Cestovní ruch

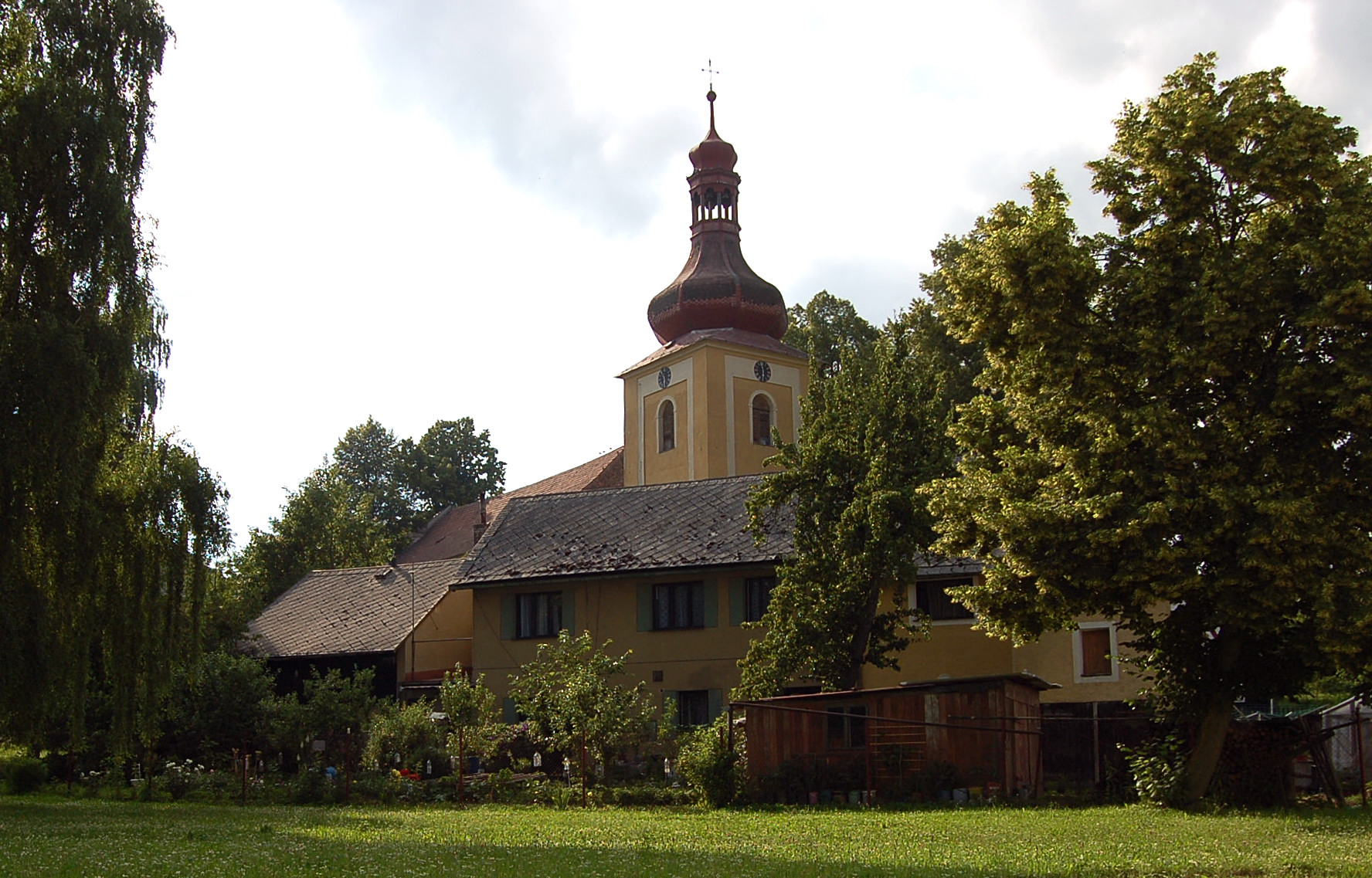
Většina ze starých chodských obcí na Tachovsku je dnes vyhlášena vesnickou památkovou zónou. Jednou z těchto obcí je také Chodský Újezd.

Tachovsko nepatří mezi nejvýznamnější turistické oblasti kraje. Na jeho území však najdeme obrovské množství pozoruhodných stavebních, technických a historických památek i přírodních krás. Z hlediska vícedenní rekreace jsou nejčastěji navštěvována ubytovací zařízení při vodní nádrži Hracholusky a v rámci lázeňských pobytů léčebné ústavy v Konstantinových Lázních.
Konstantinovy Lázně najdeme 20 km severně od Stříbra na železniční trati Pňovany – Bezdružice. Specializují se na léčení kardiovaskulárních chorob za využití přírodních léčivých zdrojů – zejména minerální vody. Historie zdejšího lázeňství sahá do 19. století, zdejší léčivé prameny jsou zmíněny však již v 16. století.

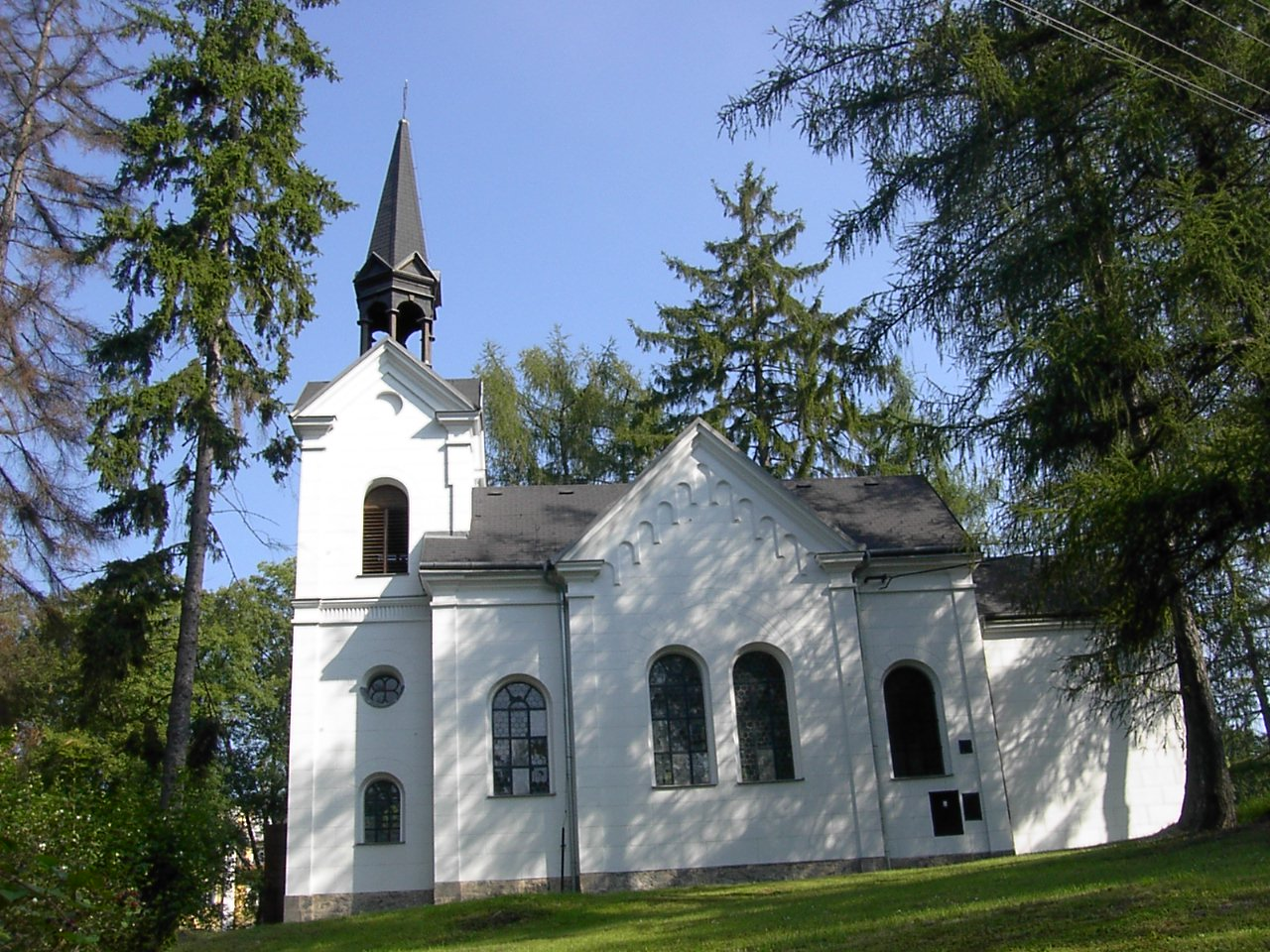
Konstantinovy Lázně jsou jedinými léčebnými lázněmi v Plzeňském kraji. Léčí se zde pacienti s onemocněním kardiovaskulárního systému. Na snímku zdejší kaple.

Oblíbeným cílem turistů je také starobylý pivovar Chodovar v Chodové Plané, jehož kořeny sahají až do 14. století. Raritou je pivovarská restaurace, která je umístěna v prostoru bývalých sklepů vytesaných ve skále, a také první české pivní lázně, které od roku 2006 umožňují rekondiční koupel ve zdejší minerální vodě, a hlavně – v pivu.

### Památky
Stavební památky jsou na okrese Tachov zastoupeny skutečně v hojném počtu. Dokazuje to již jen fakt, že jsou všechna čtyři největší města okresu vyhlášena městskými památkovými zónami a pět vesnic okresu vesnickými památkovými zónami (Horní Jadruž, Pačín, Prostiboř, Zadní Chodov a Chodský Újezd).
V Tachově je asi nejcennější památkou staré městské opevnění, které je společně s hradbami v Nymburce nejzachovalejším v republice. Je třeba také zmínit gotický kostel Nanebevzetí Panny Marie ze 14. stol a pseudorománskou windischgrätzkou jízdárnu, která se nachází v údolí Mže ve Světcích, západně od města.
Nejen nádhernou polohou se může pochlubit město Stříbro. Většina jeho návštěvníků si zapamatuje jeho atypickou renesanční radnici a starý most přes řeku Mži s renesanční mostní věží.
V Plané na náměstí najdeme několik pěkných renesančních domů a farní kostel. Dominantou Boru u Tachova je atypická zámecká věž (součást novogotického zámku), a poutní kostel sv. Mikuláše.
Na okrese se nachází čtyři národní kulturní památky. Od roku 1962 jí byl vyhlášen románský hrad Přimda, který se nachází nad stejnojmenným městečkem v nadmořské výšce téměř 850 m. Přimda je zřejmě naším nejstarším zachovaným hradem, založeným již v roce 1121.
Druhou národní kulturní památkou okresu je kladrubský klášter, založený již v roce 1115, který byl dlouhá staletí střediskem kultury a vzdělanosti celé oblasti. Původně románský komplex staveb byl v 18. století barokně přestavěn podle projektu architekta Jana Blažeje Santiniho. Dominantou kláštera je chrám Nanebevzetí Panny Marie. Klášter je druhou nejnavštěvovanější památkou v Plzeňském kraji, ročně ho navštíví přes 20 tisíc lidí.
Zbylé dvě kulturní památky připomínají počátky slovanského osídlení v Česku – jde o slovanská hradiště a pohřebiště v Bezemíně a hradiště na Hradišťském kopci u Okrouhlého Hradiště nedaleko od Konstantinových Lázní.

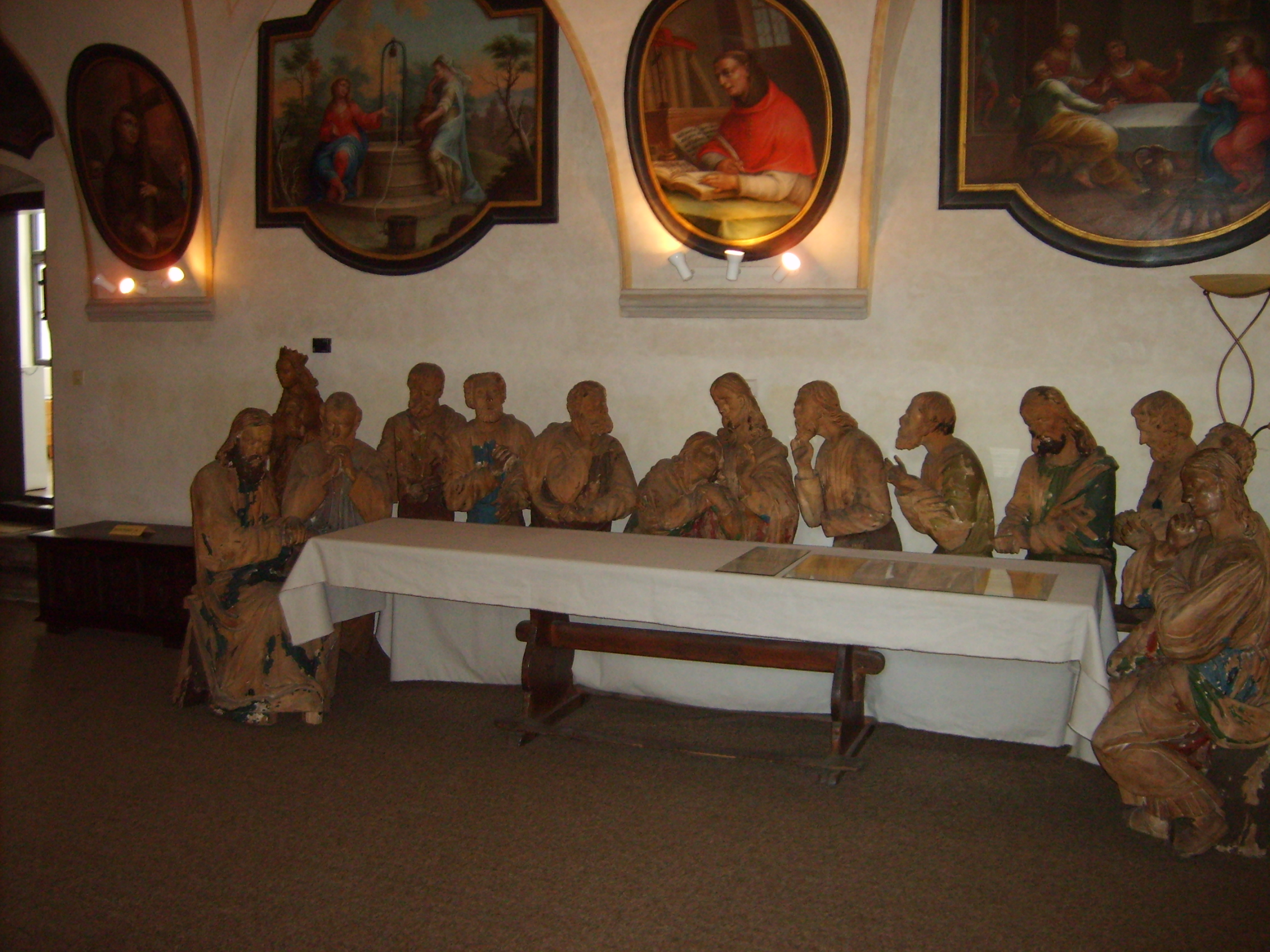
Muzeum Českého lesa v Tachově je nejvýznamnější institucí tohoto druhu na okrese. V zajímavé a rozsáhlé expozici se dozvíme mnohá fakta z historie okresu. Zároveň sem jsou soustředěny některé cenné umělecké předměty, jakým je například i toto přes 300 let staré dřevěné sousoší 12 apoštolů při poslední večeři Páně.

V okrese najdeme kromě Přimdy ještě tři další rozsáhlejší hradní zříceniny – Švamberk (Krasíkov) nad Bezdružicemi, Gutštejn v údolí Úterského potoka a Volfštejn na výrazné Vlčí hoře u Černošína. Přístupné zámky jsou v Bezdružicích a v Boru u Tachova, mimořádně architektonicky hodnotný je také barokní zámek v Trpístech.
Na Tachovsku najdeme také mnohé památníky. Asi nejvýznamnějším je památník bitvy u Tachova (1427), který byl na vrchu Vysoká nad městem odhalen v roce 1971. Na Ovčím vrchu u Bezdružic najdeme památník selské vzpoury. Několik monumentů připomíná smutné období konce druhé světové války – konkrétně oběti pochodů smrti (1945). Jeden se nachází u Pístova, dva jsou v Tachově. Památník na bývalém novém židovském hřbitově je největším masovým hrobem v Čechách. Teprve v roce 1990 byl odhalen památník osvobození Tachova americkou armádou.

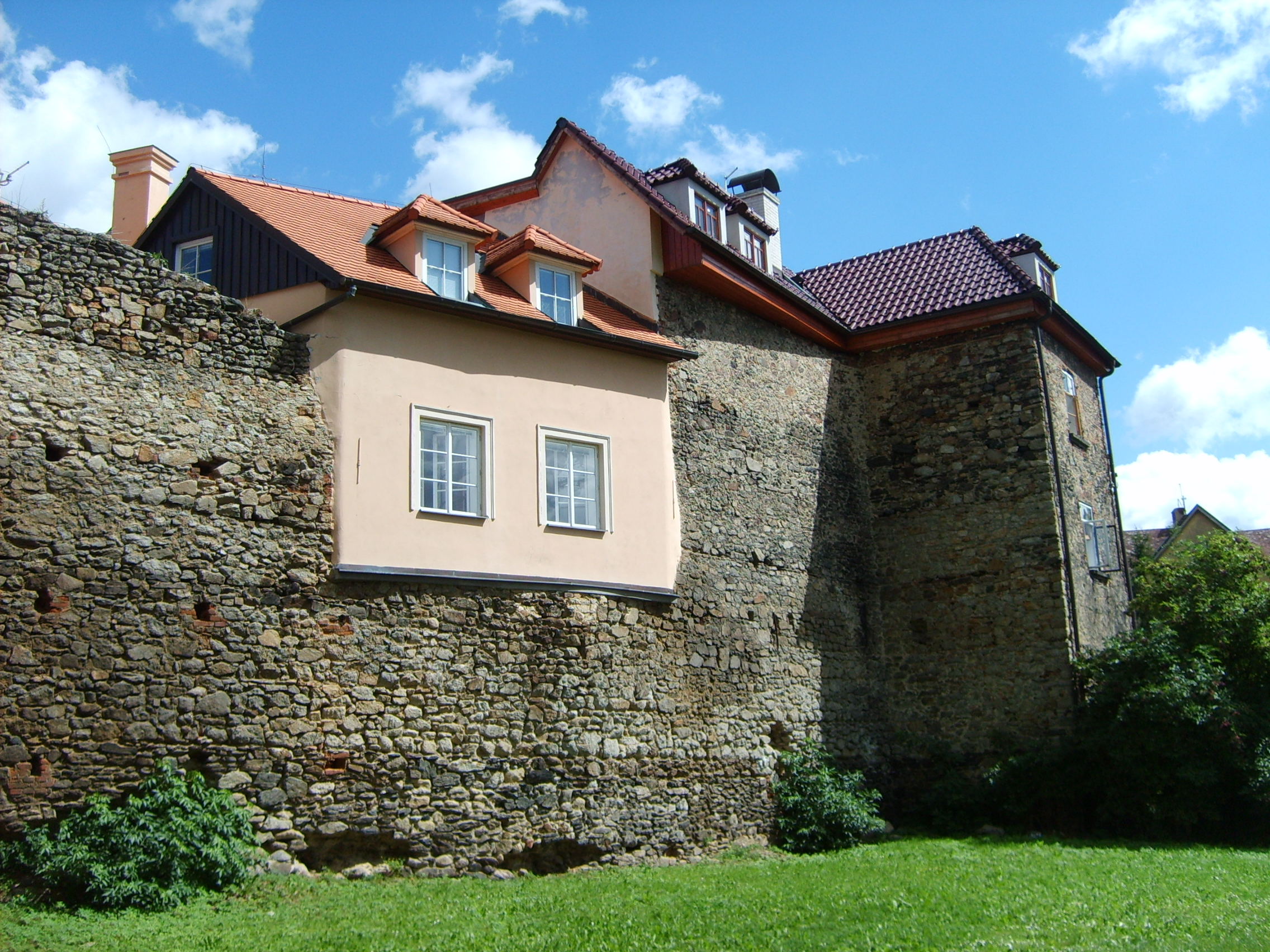
Tachovské městské opevnění se řadí k nejzachovalejším v zemi.

### Příroda a její ochrana
Nejcennější přírodní území Tachovska a Domažlicka – Český les bylo 1. srpna 2005 vyhlášeno chráněnou krajinnou oblastí se sídlem v Přimdě. Na řadě míst se zde zachovaly původní bučiny, rašeliniště a louky s pestrou květenou. Východisky do centrálního Českého lesa jsou Broumov, Branka, Lesná a Rozvadov. Různé výlety do oblasti lze podnikat také z Přimdy nebo přímo z Tachova. Český les je díky kvalitní síti rovných asfaltových cest, které zde zůstaly po Pohraniční stráži, rájem pro cykloturisty.
Dále se na okrese nachází pět přírodních parků – Valcha, Sedmihoří, Kosí potok, Hadovka a Úterský potok. Přírodní parky Valcha a Sedmihoří najdeme na jihu okresu v blízkosti Stráže. Žulový masiv vrchoviny Sedmihoří, který na západě přechází do malebné krajiny přírodního parku Valcha s několika rybníky, je turisty stále nedoceněným územím.
Parky Kosí potok, Hadovka a Úterský potok mají vesměs podobný charakter. Jedná se o hluboká údolí stejnojmenných toků spadajících do povodí Mže. Tato údolí se vyznačují velmi divokou a krásnou přírodou s rozmanitou flórou. Do údolí Kosího potoka jsou východisky Michalovy Hory a železniční zastávka v Ošelíně. Do údolí potoka Hadovka je to nejblíže z Lestkova a Kokašic, a i sem, stejně jako do údolí Úterského potoka, můžeme využít kvalitní spojení lokálkou Pňovany – Bezdružice.

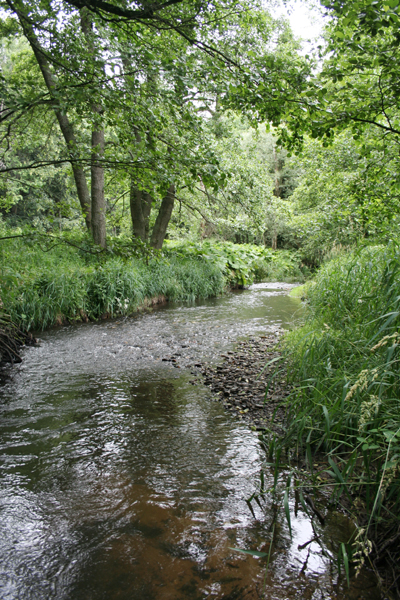
Jedním z přírodních parků okresu je také Úterský potok.

## Obyvatelstvo

### Vývoj počtu obyvatel okresu
| Rok               | 1869   | 1910   | 1930   | 1950   | 1961   | 1970   | 1991   | 2001   | 2008   | 2016   |
| ----------------- | ------ | ------ | ------ | ------ | ------ | ------ | ------ | ------ | ------ | ------ |
| Počet obyvatel    | 87 797 | 90 048 | 88 069 | 41 070 | 42 683 | 45 594 | 50 036 | 51 439 | 52 895 | 52 837 |
| Hustota zalidnění | 63,7   | 65,3   | 63,9   | 29,8   | 31,0   | 33,1   | 36,3   | 37,3   | 38,4   |        |

### Vývoj počtu obyvatel ve vybraných obcích
| Název obce      | Poč.ob. (1930) | Poč.ob. (1950) | Poč.ob. (1970) | Poč.ob. (2008) | Poč.ob. (2016) |
| --------------- | -------------- | -------------- | -------------- | -------------- | -------------- |
| Tachov          | 8 189          | 4 203          | 8 435          | 12 557         | 12 609         |
| Stříbro         | 6 523          | 4 601          | 6 453          | 7 766          | 7 684          |
| Planá           | 6 999          | 3 779          | 4 251          | 5 539          | 5 410          |
| Bor             | 5 229          | 2 970          | 3 416          | 4 183          | 4 123          |
| Chodová Planá   | nutno doplnit  | nutno doplnit  | nutno doplnit  | 1 786          | 1 869          |
| Kladruby        | 2 480          | 1 219          | 1 283          | 1 480          | 1 599          |
| Přimda          | 2 825          | 1 038          | 1 006          | 1 501          | 1 564          |
| Černošín        | 2 722          | 1 361          | 1 349          | 1 204          | 1 160          |
| Halže           | nutno doplnit  | nutno doplnit  | nutno doplnit  | 941            | 960            |
| Bezdružice      | 2 013          | 983            | 1 034          | 988            | 910            |
| Konstant. Lázně | nutno doplnit  | nutno doplnit  | nutno doplnit  | 925            | 904            |
| Lesná           | 3 234          | 799            | 458            | 510            | 468            |
| Sulislav        | 335            | 200            | 194            | 199            | 205            |

### Demografické údaje
Data k 30. červnu 2005:
| Popis          | Celkem | Ženy           | Muži           |
| -------------- | ------ | -------------- | -------------- |
| počet obyvatel | 51 622 | 25 989 50,34 % | 25 633 49,66 % |
| průměrný věk   | 37,8   | 38,9           | 36,7           |

- hustota zalidnění: 38 ob./km²
- 60,43 % obyvatel žije ve městech

### Zaměstnanost
(2003)
| Počet obyvatel se stálým zaměstnáním | 12 865    |
| Průměrný plat                        | 14 264 Kč |
| Nezaměstnaných                       | 2 827     |
| Míra nezaměstnanosti                 | 10,24 %   |

### Školství
(2003)
| Druh školy                     | Počet škol |
| ------------------------------ | ---------- |
| Mateřské školy                 | 31         |
| Základní školy                 | 24         |
| Gymnázia                       | 2          |
| Střední školy průmyslové školy | 3          |
| Střední odborná učiliště       | 3          |
| Vyšší odborné školy            |            |

### Zdravotnictví
(2003)
| Lékaři                          | 116 |
| Nemocnice                       | 2   |
| Specializovaná léčebná zařízení | -   |
| Zubní lékaři                    | 24  |
| Lékárny                         | 7   |

### Zdroj
- Český statistický úřad

## Seznam obcí a jejich částí
Města jsou uvedena tučně, městyse kurzívou, části obcí malince.
Benešovice (Lom u Stříbra) •
Bezdružice (Dolní Polžice • Horní Polžice • Kamýk • Kohoutov • Křivce • Pačín • Řešín • Zhořec) •
Bor (Bezděkov • Boječnice • Bor • Borovany • Čečkovice • Damnov • Doly • Hlupenov • Holostřevy • Kosov • Kurojedy • Lhota • Lužná • Málkovice • Malovice • Muckov • Nová Hospoda • Nový Dvůr • Ostrov • Skviřín • Velká Ves • Vysočany) •
Brod nad Tichou •
Broumov •
Cebiv (Bezemín) •
Ctiboř (Březí) •
Částkov (Maršovy Chody • Pernolec) •
Černošín (Krásné Údolí • Lažany • Lhota • Ostrovce • Pytlov • Třebel • Víchov • Záhoří) •
Dlouhý Újezd •
Erpužice (Blahousty • Malovice) •
Halže (Branka • Horní Výšina • Svobodka) •
Horní Kozolupy (Očín • Slavice • Strahov) •
Hošťka (Žebráky) •
Chodová Planá (Boněnov • Dolní Kramolín • Holubín • Hostíčkov • Michalovy Hory • Pístov • Výškov) •
Chodský Újezd (Dolní Jadruž • Horní Jadruž • Nahý Újezdec • Neblažov • Štokov • Žďár) •
Kladruby (Brod u Stříbra • Láz • Milevo • Pozorka • Tuněchody • Vrbice u Stříbra) •
Kočov (Janov • Klíčov • Ústí) •
Kokašice (Čeliv • Krasíkov • Lomy) •
Konstantinovy Lázně (Břetislav • Dlouhé Hradiště • Nová Ves • Okrouhlé Hradiště • Poloučany • Potín • Šipín) •
Kostelec (Lšelín • Nedražice • Ostrov u Stříbra • Popov • Vrhaveč) •
Kšice (Lomnička) •
Lesná (Háje • Písařova Vesce • Stará Knížecí Huť) •
Lestkov (Domaslav • Hanov • Stan • Vrbice u Bezdružic • Vysoké Jamné) •
Lom u Tachova •
Milíře (Zadní Milíře) •
Obora (Dolní Výšina) •
Olbramov (Kořen • Zádub) •
Ošelín (Dolní Plezom • Horní Plezom • Lobzy • Plezom) •
Planá (Křínov • Kříženec • Otín • Pavlovice • Svahy • Týnec • Vížka • Vysoké Sedliště • Zliv) •
Prostiboř (Kopec • Telice) •
Přimda (Kundratice • Malé Dvorce • Málkov • Mlýnec • Rájov • Třískolupy • Újezd pod Přimdou • Velké Dvorce) •
Rozvadov (Diana • Milíře • Nové Domky • Rozcestí • Svatá Kateřina) •
Skapce (Krtín • Zálezly) •
Staré Sedliště (Labuť • Mchov • Nové Sedliště • Úšava) •
Staré Sedlo (Darmyšl • Racov) •
Stráž (Bernartice • Bonětice • Bonětičky • Borek • Dehetná • Jadruž • Olešná • Souměř • Strachovice • Valcha) •
Stříbro (Butov • Jezerce • Lhota u Stříbra • Milíkov • Otročín • Těchlovice) •
Studánka •
Sulislav •
Svojšín (Holyně • Nynkov • Řebří) •
Sytno •
Tachov (Bíletín • Malý Rapotín • Mýto • Oldřichov • Světce • Velký Rapotín • Vilémov • Vítkov) •
Tisová (Hlinné • Jemnice • Kumpolec • Lhotka • Trnová) •
Trpísty (Sviňomazy) •
Třemešné (Bezděkov • Dubec • Nová Ves • Pavlíkov) •
Únehle •
Vranov (Svinná) •
Zadní Chodov (Kyjov) •
Záchlumí •
Zhoř